# Юзу
Юзу (лат. Citrus junos, ゆず [judzu], японський цитрон) — складний гібрид Citrus reticulata та Citrus cavaleriei з роду цитрусових, батьківщиною якого вважають Китай.

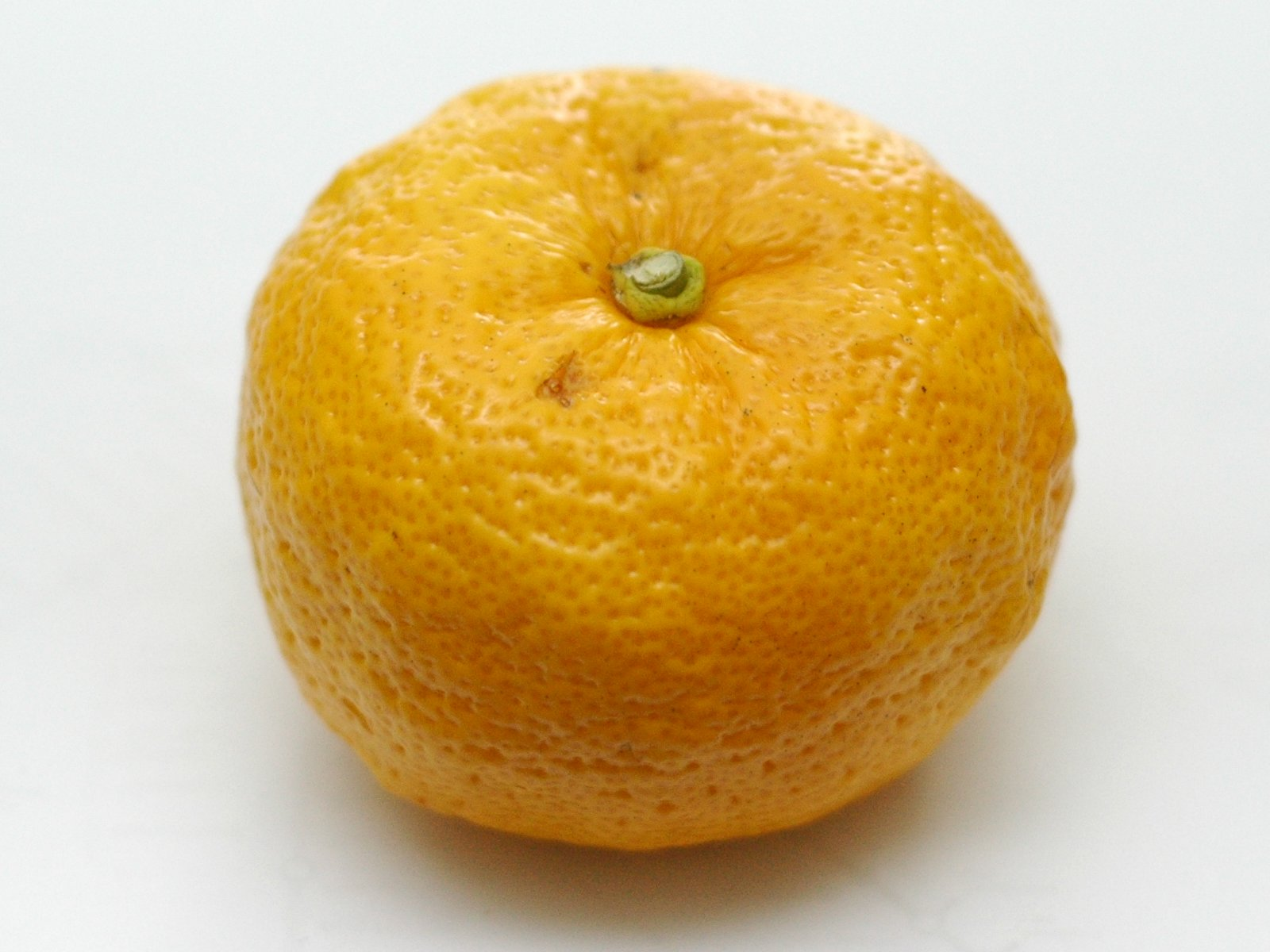
Стиглий плід Юзу

В Китаї цей плід відомий ще з часів Конфуція, тобто вже 2500 років. Плоди юзу схожі на невеличкі грейпфрути з середнім діаметром 5 — 10 см, мають ароматну шкірку жовтого або помаранчевого кольору, яка легко відділяється, та м'якоть, яка має дуже кислий смак, схожий на лимон з нотками грейпфрута.

## Основні відомості
Юзу росте як невелике дерево, від 2-8 м у висоту з великими шипами на стовбурі. Плоди дозрівають зазвичай наприкінці осені, що раніше, ніж в інших цитрусових. Юзу є одним з найбільш морозостійких цитрусових, критична температура від -14 до -15°С. В Японії ця рослина часто переносить до — 12°С без пошкоджень. Це дає можливість вирощувати цей гібрид в сьомій USDA зоні морозостійкості без укриття.
Юзу можна зустріти у Китаї, Кореї — росте у дикому вигляді, та Японії — вирощують у промислових обсягах. Також Юзу можна зустріти в Україні на південному березі Криму.

## Різновиди
Thornless — безшипий сорт Yuzu.
Hanayuzu — сорт дрібноплідний , за розміром плоди близько 40-50 г. Має набагато тоншу шкірку, ніж звичайний юзу. Він має набагато м'якший аромат, ніж звичайний юзу, але все одно досить ароматний. 
Yukou — різновид юзу який був отриманий шляхом схрещування різних видів цитрусових які належать до сімейства юзу. Він має менше горбків на шкірці ніж звичайний юзу, і має м'який кисло-солодкий смак.
Tadanishiki — сорт юзу без кісточок.
Komatsu Sadao — це сорт, який примітний тим, що містить особливо велику кількість ароматних сполук, відповідальних за надання юзу характерного аромату.
Shishi Yuzu  — це надзвичайно великоплідний сорт юзу, особливо популярний для використання у ваннах . Його не прийнято використовувати в кулінарних цілях.
Yukou — рідкісний японський цитрус який іноді вважають солодким юзу, але швидше за все він не є близьким родичем.

## Використання
Юзу широко використовують в японській кухні як лимон, його додають до перших та других страв та роблять з нього мармелад, у Кореї з плодів Юзу роблять джем. Ще з соку Юзу роблять різні напої та оцет. Цедру використовують для виробництва парфумів та ефірної олії. Дерево використовують як підщепу для інших цитрусових, щоб збільшити їх морозостійкість.